# ラハト・アリエフ

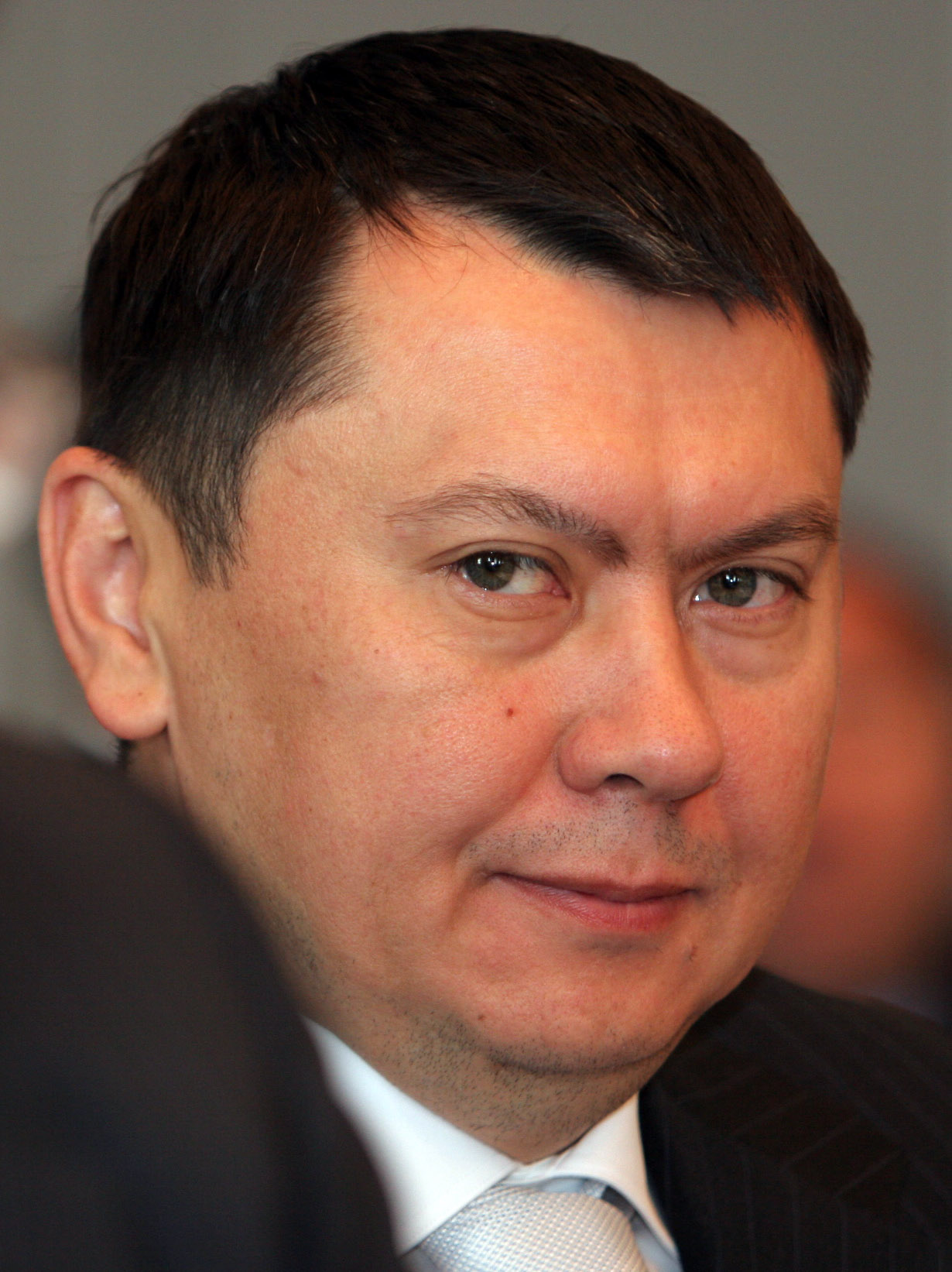

ラハト・ムフタロヴィッチ・アリエフ（ロシア語: Рахат Мухтарович Алиев、カザフ語: Рахат Мұхтарұлы Әлиев、1962年12月10日 - 2015年2月24日）は、カザフスタン共和国の政治家、外交官。駐オーストリア大使、税務警察、国家保安委員会等の治安機関の要職を歴任。少将。
ヌルスルタン・ナザルバエフ大統領の娘ダリガ・ナザルバエフと結婚し、大統領一家の一員であったが、後に失脚した。失脚後は、カザフスタンのペルソナ・ノン・グラータ。

## 経歴
アルマ・アタ市出身。
1986年、アルマ・アタ国立医科大学を卒業。大学卒業後、カザフ外科科学研究所の研究医として働く。1986年 - 1989年、第2モスクワ医科大学の臨床医局員、大学院生。1989年 - 1993年、カザフ外科科学研究所先任、主任科学職員。1993年、カザフスタン共和国保健省対外経済関係局副局長。1993年 - 1995年、対外経済関係省の「カズメディインポルト」（КазМедИмпорт）総裁。1995年 - 1996年、合弁企業「RR カザフスタン－貿易・金融Ltd.」（РР Казахстан — торговля и финансирование Лтд.）社長、持株会社「砂糖センター」（Сахарный центр）社長。
1996年 - 1997年、国家税務委員会税務警察総局第一副総局長/汚職・密輸対策局長。1997年、法律高等学校「アディレト」を卒業し、FBIアカデミーに研修、その後、アルマトイ市税務警察局長。1997年 - 1998年、財務省税務警察部長。1998年、財務省税務警察委員会議長。1998年～1999年、税務警察委員会議長/歳入第一次官。
1999年 - 2001年、国家保安委員会アルマトイ市・アルマトイ州部長。2000年 - 2001年、国家保安委員会副議長。2001年、国家保安委員会第一副議長。2001年 - 2002年、大統領警護庁副長官。
2002年1月から国家オリンピック委員会総裁。2002年6月 - 2005年7月、駐オーストリア大使となり、駐セルビア・モンテネグロ大使、駐OSCEカザフスタン常任代表を兼任。
2005年7月8日から外務第一次官。同年8月からOSCE協力問題特別代表を兼任。2007年2月9日、駐オーストリア大使に再任。
2007年5月27日、ヌル銀行の銀行員を誘拐・殺害した容疑で刑事告発され、大使を解任。6月1日、国際刑事警察機構の手配によりウィーンで逮捕されたが、6月3日、保釈金130万ユーロを支払い、保釈。6月6日、大統領の娘のダリガと離婚し、完全に失脚した。2008年3月25日、アクモリンスク守備隊軍事裁判所により、財産没収を付加する厳格体制収容所20年を欠席裁判で言い渡された。
2015年2月24日、収監されていたオーストリア・ウィーンの刑務所内で死去。享年52歳。当局は自殺と発表したが、アリエフの弁護士は不自然な点があるとして詳しい調査を要求している。

## パーソナル
最初の妻は大統領の娘のダリガ・ナザルバエフで、2男1女を有したが、2007年6月6日に離婚。2008年に駐ウィーン大使館書記官のエリナラ・ショラゾヴァと再婚。
外科医、法学者、医学科学博士。2000年9月からカザフスタン・サッカー連盟総裁。
オーストリアの「大銀名誉記章」を受賞。